# Tannenkreuz

Goldenes Tannenkreuz im Wappen von Nilsiä

Das Tannenkreuz ist eine seltene gemeine Figur in der Heraldik und ein nach dem Tannenschnitt bezeichnetes Kreuz. Alle Kreuzarme enden in stilisierte Tannenzweigspitzen, ähnlich einer Pfahldeichsel bzw. einem Pfahlgöpel. Ob Waldreichtum und Religion hier zu einem Symbol verschmolz, ist nicht belegt. Der zu Grunde liegende Tannenschnitt ist um 1949 erstmals in Finnland in der Gemeinde Varpaisjärvi in verwechselten Farben ins Wappen gekommen. Auch das Wappen von Marnach in Luxemburg ist mit dem Tannenschnitt geteilt. Die finnische Gemeinde Nilsiä, die österreichische Gemeinde Schlaiten in Tirol (hier in verwechselten Farben mit Schrägteilung) und Hunding in Niederbayern haben das Tannenkreuz in ihren Wappen.

## Beispiele

Hunding in Niederbayern
Schlaiten in Tirol